# 梅山中華聖母天主堂
梅山中華聖母朝聖地是位於嘉義縣梅山鄉的天主教堂，屬於天主教嘉義教區。也是中華聖母國家級朝聖地。現任本堂主任司鐸為馬方濟神父。教堂最初是在1957年建成，1989年由於朝聖人數增加，因而原址另建規模較大的教堂，於1991年落成至今。

## 沿革

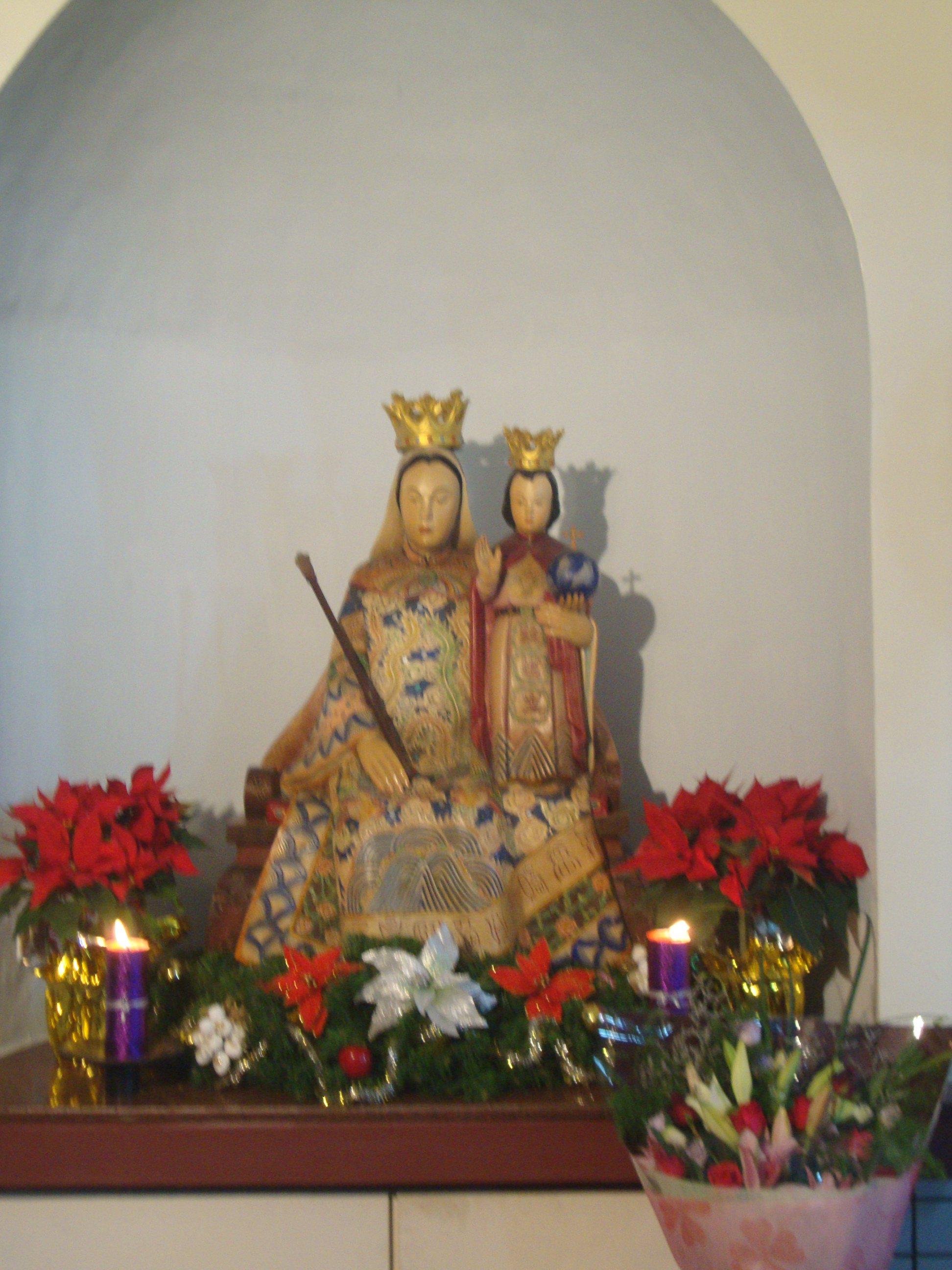
著漢服的中華聖母態像

天主教在梅山的歷史可追溯至西班牙道明會會士於1913年左右到梅山傳教，之後在1931年建立了作為傳教中心的道理廳。在1953年時天主教嘉義監牧區成立，梅山正式建立聖統制，1954年孫繼善神父擔任首任梅山堂區主任神父。1954年4月，中華聖母傳教修女會遷來梅山鄉創設會院。1957年田耕莘樞機來梅山視察教務，並捐款興建當地首座天主教教堂——「中華聖母堂」。
到了1972年時，中華聖母修女會將會院遷移到嘉義市，同年梅山天主堂由時任嘉義教區主教的賈彥文主教定為教區朝聖地，而梅山堂的中華聖母態像則是1976年由教區訂做的。1989年時為了容納增加的朝聖人口，在時任職嘉義教區的狄剛主教籌備下，在原址另建足以容納較多人的新堂，並在1991年5月26日落成至今。
2020年，時任嘉義教區的鍾安住主教（現任台北總主教），向教宗申請為中華聖母木製態像加冕，教宗方濟各透過禮儀及聖事部於2021年2月19日發佈教宗批准令，嘉義教區在今年3月2日正式收到批准令，已經准予宗座加冕嘉義縣梅山朝聖地之中華聖母態像。宗座加冕典禮中，教宗頒予為特定教區特有頭銜的聖母態像加上皇冠或星辰光環，這也是教會授予態像的最高榮譽 ，這將是台灣有史以來天主教會第一次舉行宗座加冕典禮。
2017年動工興建嘉義教區梅山中華聖母朝聖地牧靈中心，並於2024年5月11日祝聖啟用。 

## 特色
建築物本體為哥德式建築，教堂門口掛有刻著「中華主保朝聖地」的木製匾額，除教堂本身外亦有受洗池等附屬設備。
內部的聖體櫃由原木雕刻，和同樣木材製作的祭台互相輝映。左邊設有著清朝官服的中華聖母態像，是中華聖母修女會來台時自中國大陸攜來的。右邊則是聖若瑟態像。教堂右邊穿堂有台灣雕塑家楊英風先生創作的萬應聖母態像。而教堂後方小山丘上則有耶穌十四苦路的主題布置，並以聖經典故命名為「山園」。

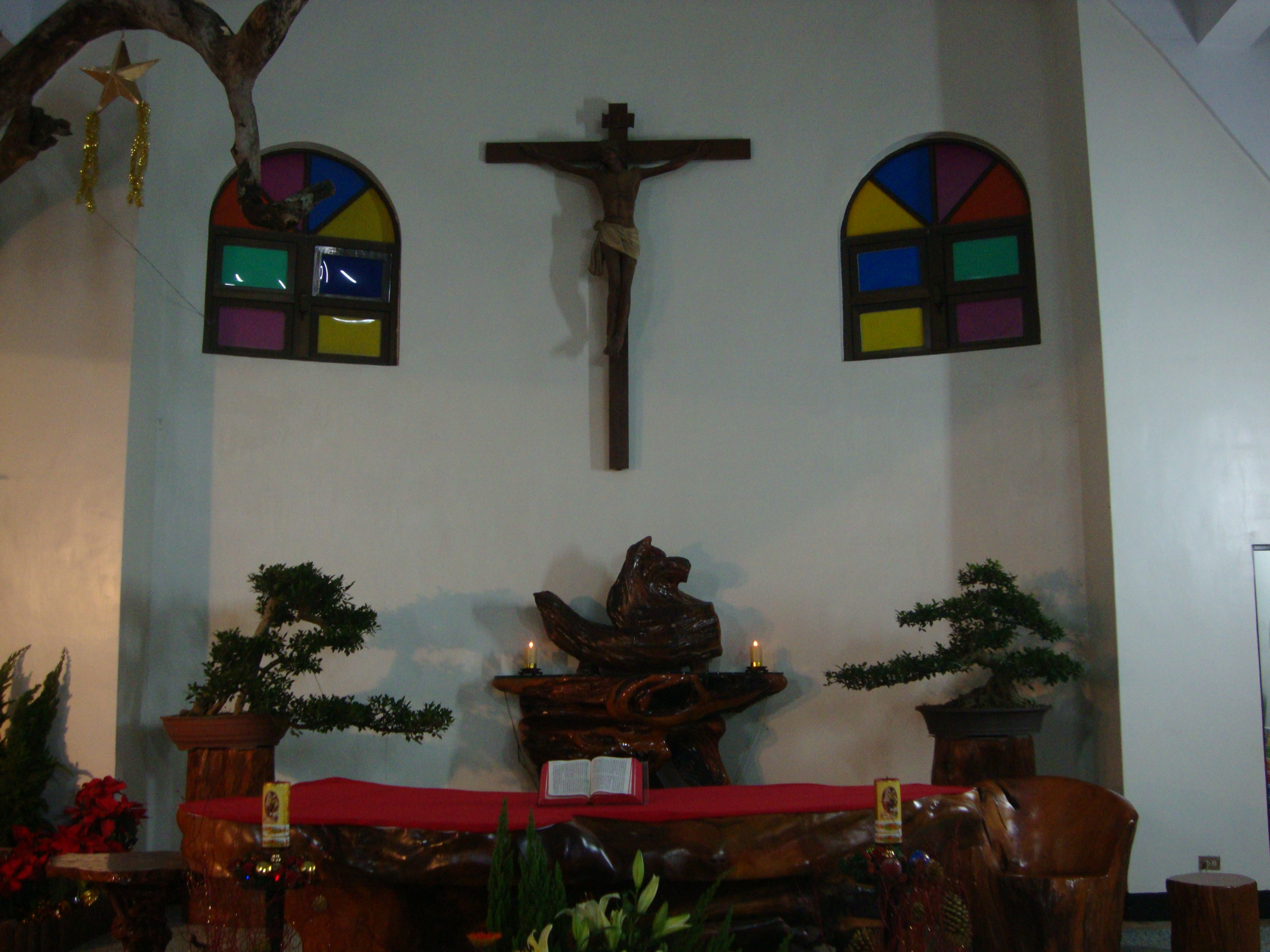
原木材質祭台
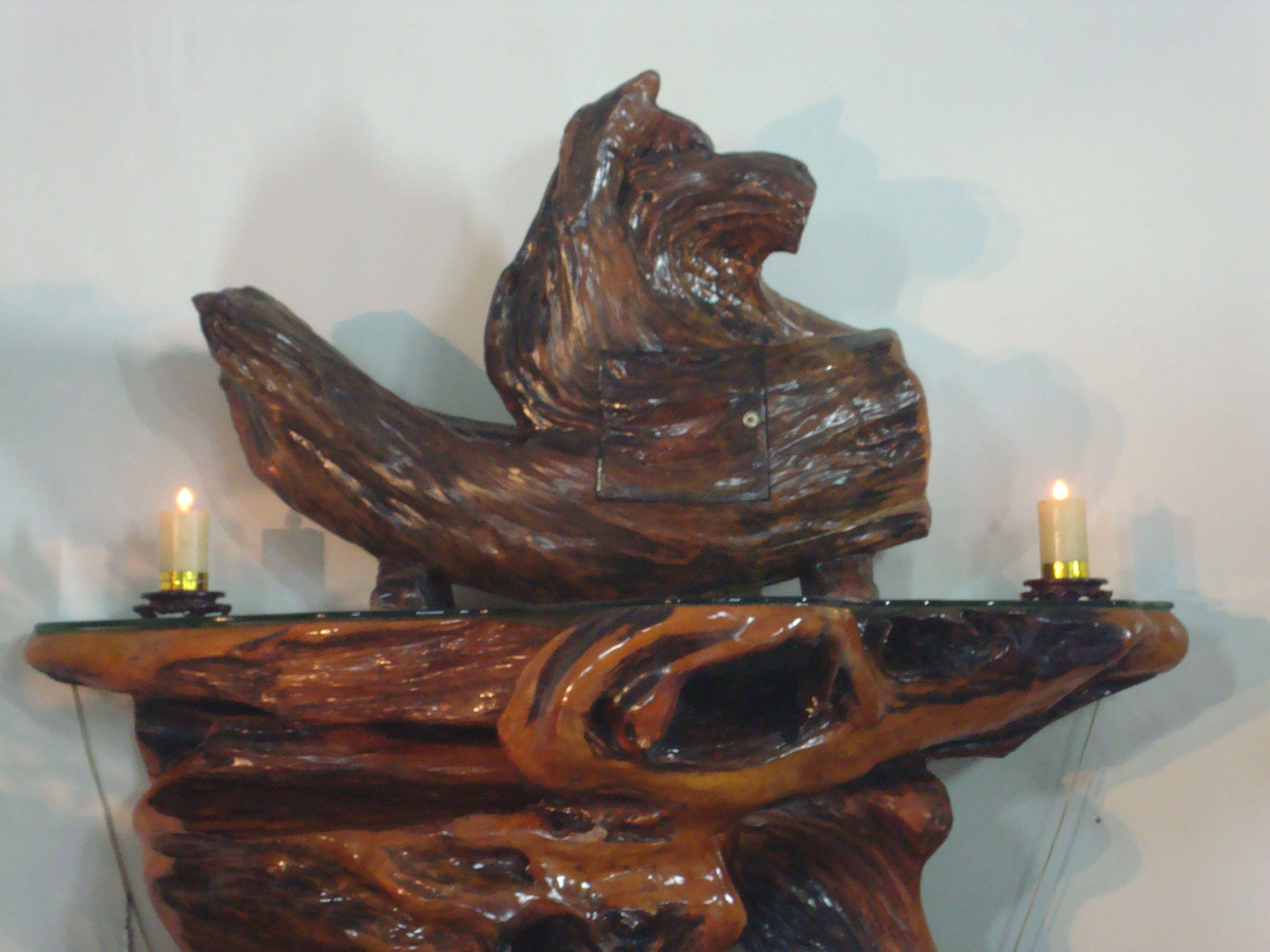
以原木雕刻而成的聖體櫃

## 其他
天主教嘉義教區自1995年起固定在每年12月31日夜間舉辦以步行方式由位於雲林縣古坑鄉的耶穌聖心天主堂步行前往中華聖母堂的跨年朝聖活動，已經成為當地天主教信徒慣例。